# Rădulești (okręg Hunedoara)
Rădulești – wieś w Rumunii, w okręgu Hunedoara, w gminie Dobra. W 2011 roku liczyła 125 mieszkańców.